# Župnija Bilje
Župnija Bilje je rimskokatoliška teritorialna župnija dekanije Šempeter škofije Koper.

## Sakralni objekti
- župnijska cerkev sv. Antona Puščavnika